# دمتریس یوانو
دمتریس یوانو (انگلیسی: Demetris Ioannou؛ زادهٔ ۸ دسامبر ۱۹۶۸) بازیکن فوتبال سابق اهل قبرس است.
از باشگاه‌هایی که در آن بازی کرده‌است می‌توان به باشگاه فوتبال آنورتوسیس فاماگوستا و باشگاه فوتبال آپولون لیماسول اشاره کرد.
وی همچنین در تیم ملی فوتبال بزرگسالان قبرس بازی کرده‌است.

## دوران باشگاهی
او کار خود را در سال ۱۹۹۰ از آپولون لیماسول آغاز کرد و سپس شش فصل موفق را در آنورتوسیس فاماگوستا دنبال کرد. همچنین او تنها ۶ ماه در المپیاکوس نیکوزیا بازی کرد و به کار خود در آئی‌پی پافوس پایان داد.

## دوران ملی
او به عنوان یکی از بزرگترین مدافعان میانی قبرس در تمام دوران شناخته می‌شود و برای یک دوره چهار ساله کاپیتان تیم ملی فوتبال قبرس بود.

## زندگی شخصی
فرزند دمتریس یوانو، نیکلاس نیز بازیکن فوتبال است که در حال حاضر در باشگاه فوتبال ناتینگهام فارست عضویت دارد.